# Huszlew (gmina)
Huszlew – gmina wiejska w województwie mazowieckim, w powiecie łosickim. W latach 1975–1998 gmina położona była w województwie bialskopodlaskim.
Siedzibą gminy jest wieś Huszlew. Mieszkańcy gminy należą głównie do parafii św. Antoniego Padewskiego w Huszlewie oraz do parafii Zwiastowania Najświętszej Marii Panny w Makarówce, Matki Bożej Anielskiej w Mostowie i Macierzyństwa Najświętszej Maryi Panny w Łuzkach, które należą do dekanatu Łosice.
Gmina stanowi 15,24% powierzchni powiatu.
Według danych z 30 czerwca 2004 gminę zamieszkiwało 3017 osób.

## Gospodarka
Gmina Huszlew jest gminą typowo rolniczą, o czym świadczy struktura jej powierzchni: użytki rolne zajmują 80%, a lasy ok. 13%.
Na obszarze gminy dominuje uprawa zbóż i ziemniaków, uprawia się również owoce i warzywa.

## Demografia

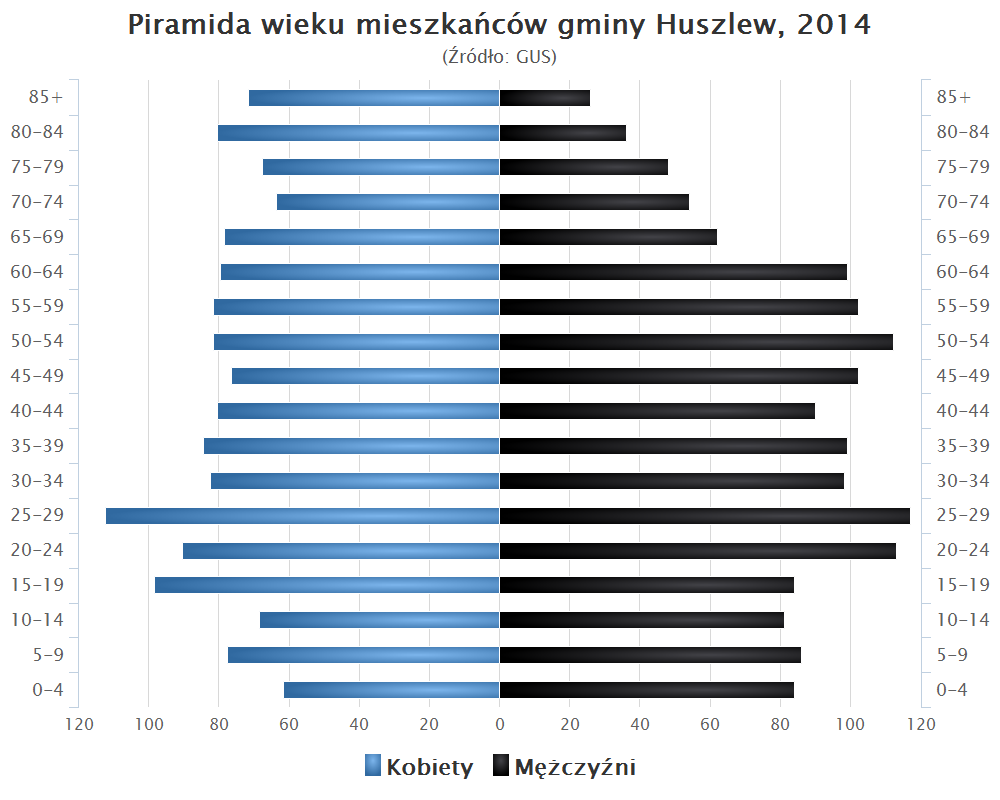
Piramida wieku mieszkańców gminy Huszlew w 2014 roku

Dane z 30 czerwca 2004:
| Opis                              | Ogółem | Ogółem | Kobiety | Kobiety | Mężczyźni | Mężczyźni |
| --------------------------------- | ------ | ------ | ------- | ------- | --------- | --------- |
| jednostka                         | osób   | %      | osób    | %       | osób      | %         |
| populacja                         | 3017   | 100    | 1464    | 48,5    | 1553      | 51,5      |
| gęstość zaludnienia (mieszk./km²) | 25,7   | 25,7   | 12,4    | 12,4    | 13,2      | 13,2      |

## Sołectwa
Bachorza • Dziadkowskie • Dziadkowskie-Folwark • Felin • Harachwosty • Huszlew • Juniewicze • Kopce • Kownaty • Krasna • Krasna-Kolonia • Krzywośnity • Liwki Szlacheckie • Liwki Włościańskie • Ławy • Makarówka • Mostów • Nieznanki • Sewerynów • Siliwonki • Waśkowólka • Władysławów • Wygoda • Zienie • Żurawlówka

## Sąsiednie gminy
Biała Podlaska, Leśna Podlaska, Łosice, Międzyrzec Podlaski, Olszanka, Stara Kornica